# Пернатая дичь

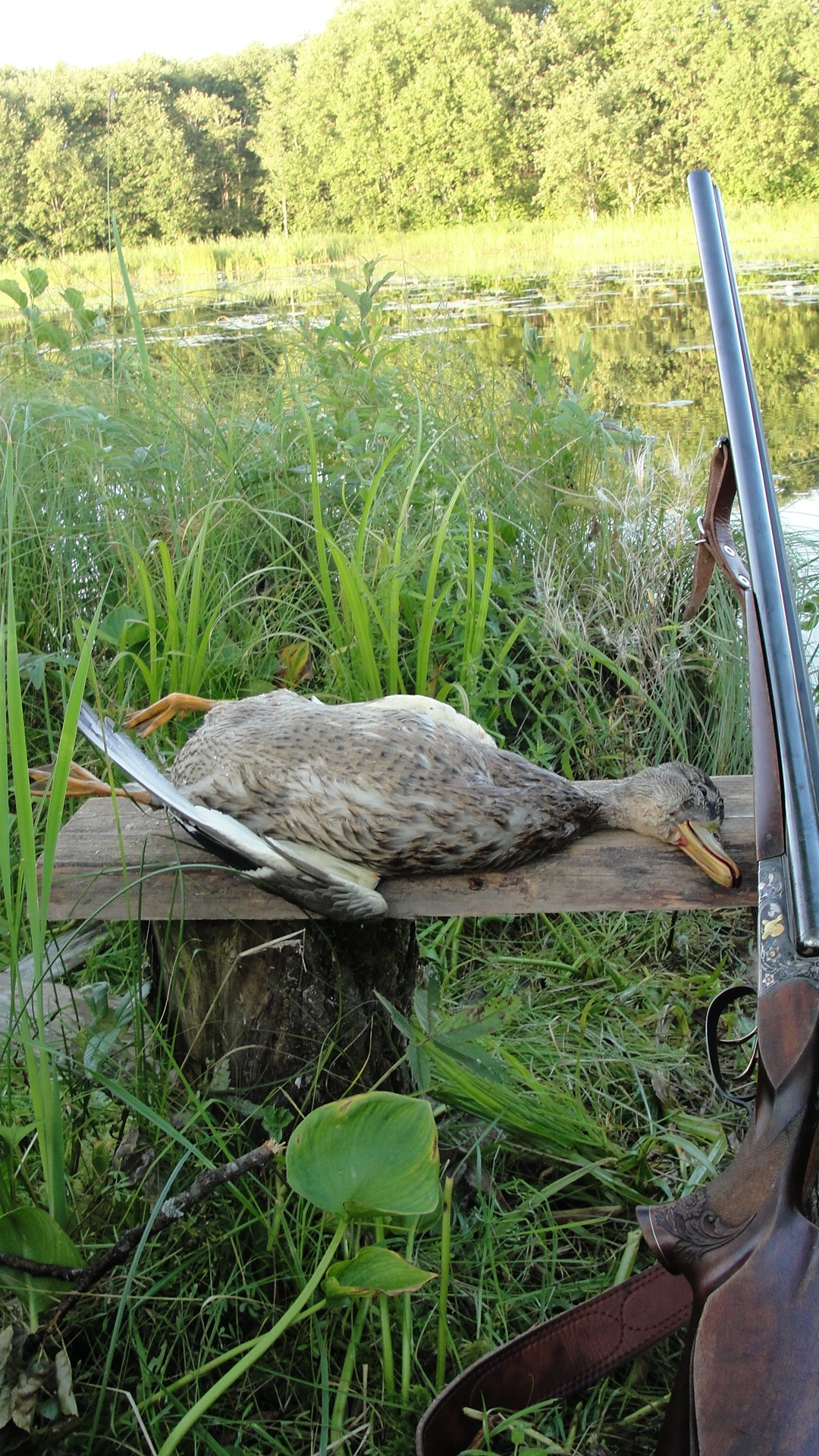
Кряковая утка, добытая на охоте (Россия, Тверская область)

Перна́тая дичь — традиционное наименование птиц, являющихся объектом охоты, любительской и промысловой.
В фауне бывшего СССР к пернатой дичи относятся около 250 видов птиц. «Охотничьей» как правило считается птица, обладающая вкусным мясом, хотя причисление того или иного биологического вида к дичи носит достаточно условный характер и зачастую вызвано традицией — так, во Франции и Италии дрозды считаются ценной дичью, а в России к дичи вообще не относятся. Пернатая дичь является наиболее распространённым объектом охоты. Это обусловлено тем, что птицы более многочисленны, чем млекопитающие, они встречаются практически во всех биотопах, охота на них обычно не представляет большой сложности и доступна всем категориям охотников.
В действующем российском законодательстве виды птиц, относящихся к охотничьим, прописаны весьма подробно. Так, согласно Закону об охоте от 4 июля 2009 года,
К охотничьим ресурсам на территории России относятся: гуси, казарки, утки, глухари, тетерев, рябчик, куропатки, перепела, кеклик, фазаны, улары, пастушок, обыкновенный погоныш, коростель, камышница, лысуха, чибис, тулес, хрустан, камнешарка, турухтан, травник, улиты, мородунка, веретенники, кроншнепы, бекасы, дупеля, гаршнеп, вальдшнеп, саджа, голуби, горлицы.
В охотничьей практике пернатая дичь делится не так, как принято в зоологической номенклатуре (отряды, семейства и т. д.), а в зависимости от мест её обитания, поскольку для охотника имеет прежде всего значение именно местность, на которой происходит охота. Таким образом, пернатую дичь традиционно принято делить на следующие категории, которые, однако, не имеют чётких границ:
- Водоплавающая дичь. Все представители отряда гусеобразных — утки, гуси, лебеди, а также лысухи.

- Болотная дичь. Все кулики, среди которых особое значение для охотников-любителей имеют представители семейства бекасовых — бекасы, гаршнепы, дупели. К болотной дичи относятся также коростели и другие пастушковые (пастушки, погоныши). Вальдшнеп, хотя и принадлежит к бекасовым, относится к боровой дичи.

- Боровая, или лесная дичь — тетерева, глухари, рябчики, белые куропатки, вальдшнепы.

- Полевая, или степная дичь — перепела, фазаны, куропатки (серые, бородатые), дикие голуби (вяхирь, клинтух, кольчатая горлица).

- Горная дичь — улары, кеклики, тундряные куропатки. Понятие «горная дичь» иногда считается условным, поскольку наряду с типичными представителями высокогорных биотопов (улары, кеклики) в горах можно встретить фазана, диких голубей или перепелов во время пролёта. В горах Средней Азии, кроме того, часто встречается горный гусь[5].

- Пустынная дичь — рябки, саджи, тиркушки.

Среди охотников сохранилось понятие «красная дичь», к которой относятся вальдшнеп, бекас, дупель и гаршнеп, по традиции рассматриваемые как наиболее ценные с гастрономической точки зрения. В прошлом, когда многие виды птиц были многочисленнее, к дичи причислялись те виды, которые в настоящее время охраняются и не могут считаться охотничьими ресурсами — дрофа, стрепет, некоторые рябки и т. д.
Несколько десятилетий назад существовала весьма развитая система массовых коммерческих заготовок пернатой дичи для оптовых поставок на потребительский рынок. В Российской империи и СССР практиковался также экспорт пернатой дичи. Первостепенное значение в экспорте имели рябчик, тетерев и куропатки (серая и белая), причем как в дореволюционной России, так и в СССР вплоть до 1960-х годов первое место в экспорте дичи принадлежало рябчику.
Самым распространенным в настоящее время способом охоты на пернатую дичь является ружейная. Стрельба ведется обычно дробью из гладкоствольного ружья и лишь изредка пулей (применение по птице нарезного оружия обычно строго регулируется). Кроме того, в ряде мест практикуется лов птиц сетями и с помощью разнообразных ловушек (силков, самоловов), что имеет значение в основном при коммерческих заготовках. Сохраняет определенное значение и охота с ловчими птицами, т. н. соколиная охота. При ружейной охоте часто используются охотничьи собаки (легавые, спаниели, лайки и др.).
Многие виды пернатой дичи считаются деликатесом. Особенно это касается упоминавшейся красной дичи, а также рябчиков, тетеревов, куропаток.

## Галерея

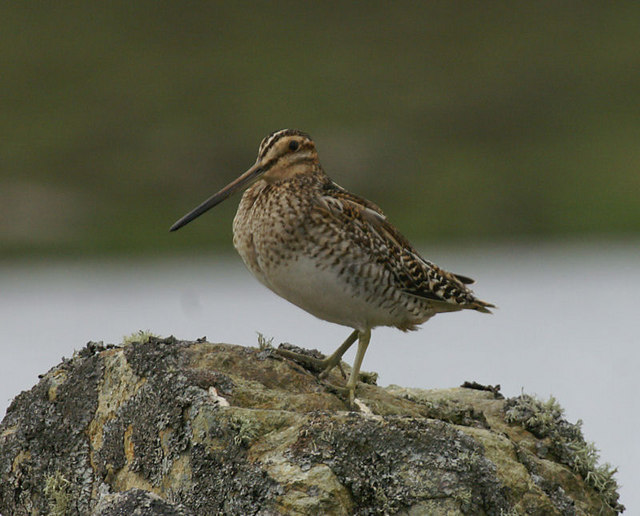
Бекас — представитель «красной дичи»
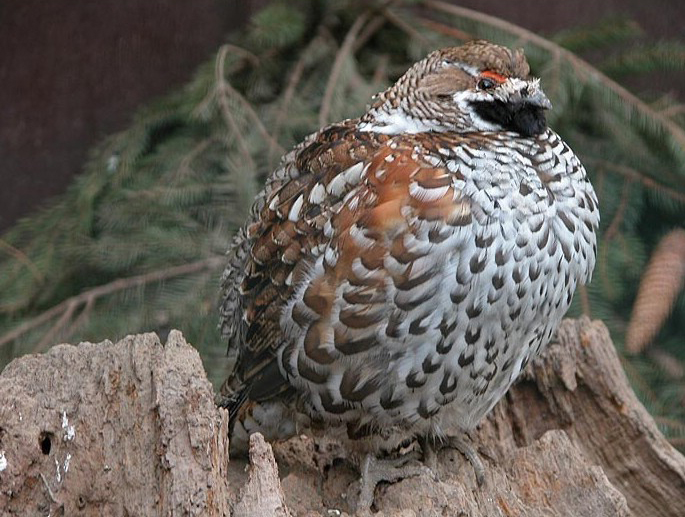
Рябчик, представитель боровой дичи
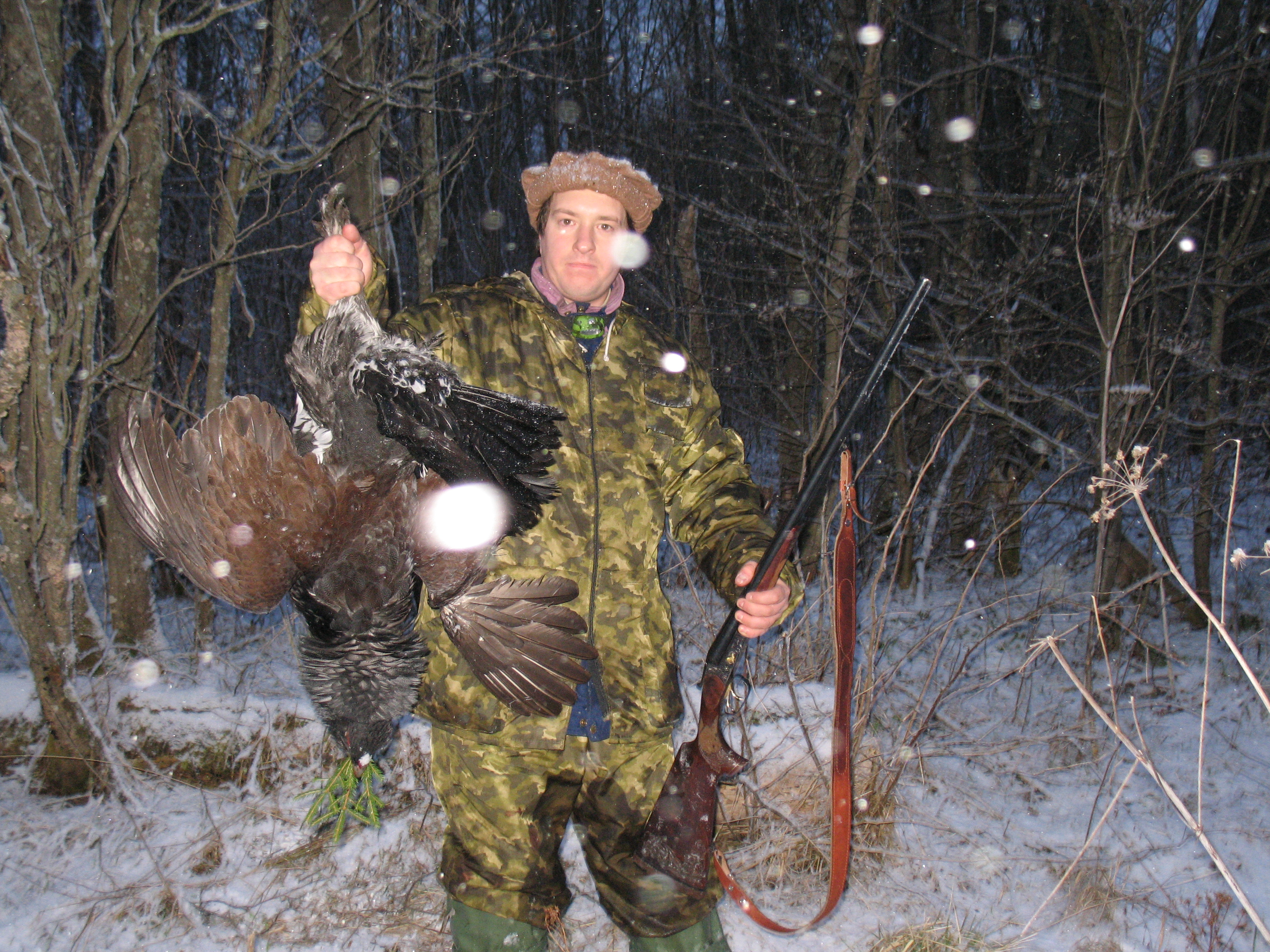
Охотник с добытым глухарём
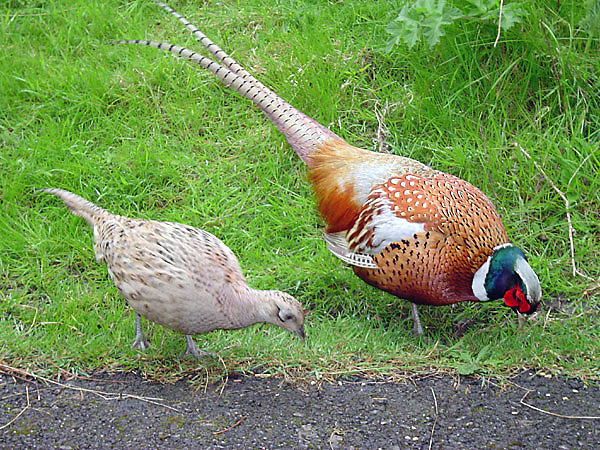
Обыкновенные фазаны, самец и самка (полевая дичь)
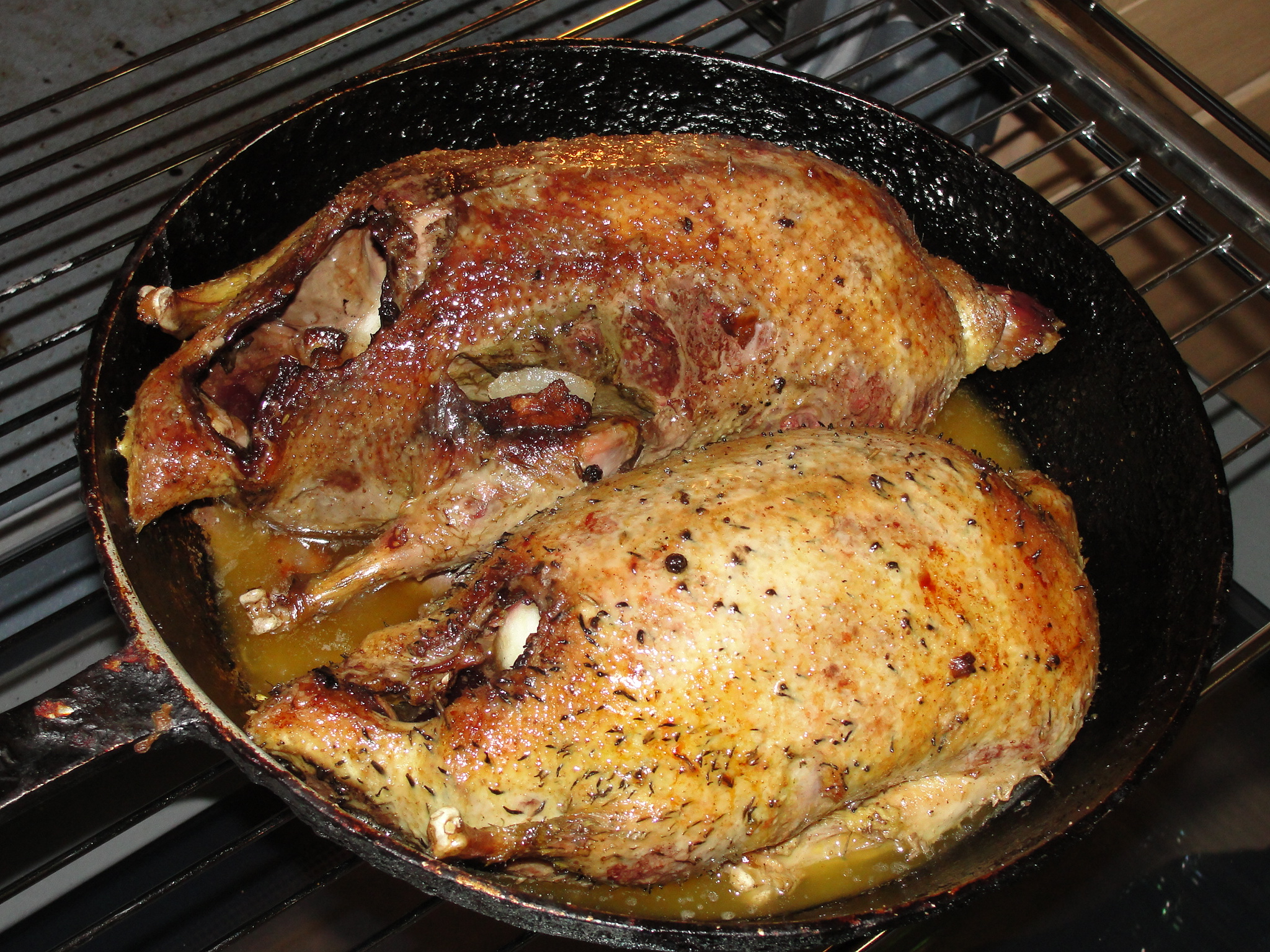
Жареные кряковые утки